# Nigeria aux Jeux olympiques d'été de 2020
Le Nigeria participe aux Jeux olympiques de 2020 à Tokyo au Japon. Il s'agit de sa 17e participation à des Jeux d'été.

## Dopage
Le 28 juillet 2021, l'Athletics Integrity Unit (en) (AIU) annonce que le Nigeria n'a pas satisfait aux exigences minimales en matière de lutte antidopage qui exige au moins 3 tests sans préavis en dehors des compétitions à au moins trois semaines d'intervalle. Ainsi, 10 athlètes sont disqualifiés et ne peuvent donc pas participer aux Jeux.
Le 31 juillet 2021, l'AIU annonce que Blessing Okagbare est provisoirement suspendue à la suite d'un test antidopage positif à l'hormone de croissance humaine à partir d'un échantillon prélevé en dehors de la compétition, le 19 juillet 2021.

## Médaillés
| Sport | Discipline                  | Athlète(s)         | Performance               | Date   |
| ----- | --------------------------- | ------------------ | ------------------------- | ------ |
| Lutte | Lutte libre -68 kg féminine | Blessing Oborududu | Tamyra Mensah Défaite 4-1 | 3 août |

| Sport      | Discipline               | Athlète(s) | Performance | Date   |
| ---------- | ------------------------ | ---------- | ----------- | ------ |
| Athlétisme | Saut en longueur féminin | Ese Brume  | 6,97 m      | 3 août |

| Sport      |   |   |   | Total |
| ---------- | - | - | - | ----- |
| Athlétisme | 0 | 0 | 1 | 1     |
| Lutte      | 0 | 1 | 0 | 1     |
| Total      | 0 | 1 | 1 | 2     |

| Jour   |   |   |   | Total |
| ------ | - | - | - | ----- |
| 3 août | 0 | 1 | 1 | 2     |
| Total  | 0 | 1 | 1 | 2     |

| Sexe   |   |   |   | Total |
| ------ | - | - | - | ----- |
| Femmes | 0 | 1 | 1 | 2     |
| Total  | 0 | 1 | 1 | 2     |

## Athlètes engagés
| Sport           | Hommes | Femmes | Total |
| --------------- | ------ | ------ | ----- |
| Athlétisme      | 7      | 7      | 14    |
| Aviron          | 0      | 1      | 1     |
| Badminton       | 2      | 1      | 3     |
| Basket-ball     | 12     | 12     | 24    |
| Canoë-kayak     | 0      | 1      | 1     |
| Gymnastique     | 1      | 0      | 1     |
| Lutte           | 1      | 4      | 5     |
| Natation        | 0      | 1      | 1     |
| Taekwondo       | 0      | 1      | 1     |
| Tennis de table | 2      | 2      | 4     |
| Total           | 25     | 30     | 55    |

## Résultats

### Athlétisme
| Athlète                                                                                   | Épreuve                  | Séries        | Séries      | Demi-finales | Demi-finales | Finale    | Finale    |
| Athlète                                                                                   | Épreuve                  | Temps         | Rang        | Temps        | Rang         | Temps     | Rang      |
| ----------------------------------------------------------------------------------------- | ------------------------ | ------------- | ----------- | ------------ | ------------ | --------- | --------- |
| Enoch Adegoke                                                                             | 100 m masculin           | 9 s 98        | 1er         | 10 s 0       | 2e           | Abandon   | Abandon   |
| Usheoritse Itsekiri                                                                       | 100 m masculin           | 10 s 15       | 3e          | 10 s 29      | 7e           | Éliminé   | Éliminé   |
| Divine Oduduru                                                                            | 100 m masculin           | Disqualifié   | Disqualifié | Éliminé      | Éliminé      | Éliminé   | Éliminé   |
| Divine Oduduru                                                                            | 200 m masculin           | 20 s 36       | 2e          | 20 s 16      | 3e           | Éliminé   | Éliminé   |
| Blessing Okagbare                                                                         | 100 m féminin            | 11 s 5        | 1er         | Forfait      | Forfait      | Forfait   | Forfait   |
| Nzubechi Grace Nwokocha                                                                   | 100 m féminin            | 11 s 0        | 3e          | 11 s 7       | 5e           | Éliminée  | Éliminée  |
| Nzubechi Grace Nwokocha                                                                   | 200 m féminin            | 22 s 47       | 3e          | 22 s 47      | 4e           | Éliminée  | Éliminée  |
| Patience Okon George                                                                      | 400 m féminin            | 52 s 41       | 7e          | Éliminée     | Éliminée     | Éliminée  | Éliminée  |
| Tobi Amusan                                                                               | 100 m haies              | 12 s 72       | 1re         | 12 s 62      | 1re          | 12 s 60   | 4e        |
| Tobi Amusan Ese Brume Patience Okon George Nzubechi Grace Nwokocha                        | Relais 4 × 100 m féminin | 43 s 25       | 6e          | Non disputé  | Non disputé  | Éliminées | Éliminées |
| Patience Okon George Samson Oghenewegba Nathaniel Ifeanyi Emmanuel Ojeli Imaobong Nse Uko | Relais 4 × 400 m mixte   | 3 min 13 s 60 | 7e          | Non disputé  | Non disputé  | Éliminés  | Éliminés  |

| Athlètes              | Épreuve                  | Qualification | Qualification | Finale      | Finale                              |
| Athlètes              | Épreuve                  | Performance   | Rang          | Performance | Rang                                |
| --------------------- | ------------------------ | ------------- | ------------- | ----------- | ----------------------------------- |
| Chukwuebuka Enekwechi | Lancer du poids          | 21,16 m       | 7e            | 19,74 m     | 12e                                 |
| Ese Brume             | Saut en longueur féminin | 6,76 m        | 6e            | 6,97 m      | Médaille de bronze, Jeux olympiques |

### Aviron
| Athlète     | Compétition | Séries        | Séries | Repêchages   | Repêchages | Quarts de finale | Quarts de finale | Demi-finales                 | Demi-finales | Finale                 | Finale |
| Athlète     | Compétition | Temps         | Rang   | Temps        | Rang       | Temps            | Rang             | Temps                        | Rang         | Temps                  | Rang   |
| ----------- | ----------- | ------------- | ------ | ------------ | ---------- | ---------------- | ---------------- | ---------------------------- | ------------ | ---------------------- | ------ |
| Esther Toko | Skiff       | 8 min 58 s 49 | 5e     | 9 min 7 s 54 | 4e         | Non disputé      | Non disputé      | Demi-finale E/F 9 min 7 s 70 | 3e           | Finale E 8 min 42 s 78 | 30e    |

### Badminton
| Athlète                                  | Compétition   | Phase de groupes                   | Phase de groupes                       | Phase de groupes                     | Phase de groupes | 1/8e de finale   | Quarts de finale | Demi-finales     | Finale           | Finale   |
| Athlète                                  | Compétition   | Adversaire Score                   | Adversaire Score                       | Adversaire Score                     | Rang             | Adversaire Score | Adversaire Score | Adversaire Score | Adversaire Score | Rang     |
| ---------------------------------------- | ------------- | ---------------------------------- | -------------------------------------- | ------------------------------------ | ---------------- | ---------------- | ---------------- | ---------------- | ---------------- | -------- |
| Dorcas Ajoke Adesokan                    | Simple dames  | Azurmendi Défaite 10-21, 2-21      | An S-y. Défaite 3-21, 6-21             | Non disputé                          | 3e du gr. C      | Éliminée         | Éliminée         | Éliminée         | Éliminée         | Éliminée |
| Godwin Olofua / Anuoluwapo Juwon Opeyori | Double hommes | Endo / Watanabe Défaite 2-21, 7-21 | Astrup / Rasmussen Défaite 7-21, 10-21 | Ivanov / Sozonov Défaite 8-21, 10-21 | 4e du gr. B      | Non disputé      | Éliminés         | Éliminés         | Éliminés         | Éliminés |

### Basket-ball à cinq
| Épreuve          | Phase de groupe          | Phase de groupe         | Phase de groupe      | Phase de groupe | Quart de finale  | Demi-finale      | Finale / MB      | Finale / MB |
| Épreuve          | Adversaire Score         | Adversaire Score        | Adversaire Score     | Rang            | Adversaire Score | Adversaire Score | Adversaire Score | Rang        |
| ---------------- | ------------------------ | ----------------------- | -------------------- | --------------- | ---------------- | ---------------- | ---------------- | ----------- |
| Tournoi masculin | Australie Défaite 65-84  | Allemagne Défaite 92-99 | Italie Défaite 71-80 | 4e              | Éliminés         | Éliminés         | Éliminés         | Éliminés    |
| Tournoi féminin  | États-Unis Défaite 72-81 | France Défaite 62-87    | Japon Défaite 83-102 | 4e              | Éliminées        | Éliminées        | Éliminées        | Éliminées   |

### Canoë-kayak
| Athlète                | Compétition     | Séries   | Séries | Quarts de finale | Quarts de finale | Demi-finales | Demi-finales | Finale Finale B Finale C | Finale Finale B Finale C |
| Athlète                | Compétition     | Temps    | Rang   | Temps            | Rang             | Temps        | Rang         | Temps                    | Rang                     |
| ---------------------- | --------------- | -------- | ------ | ---------------- | ---------------- | ------------ | ------------ | ------------------------ | ------------------------ |
| Ayomide Emmanuel Bello | C1 200 m femmes | 47 s 539 | 3e     | 47 s 326         | 3e               | Éliminée     | Éliminée     | Éliminée                 | Éliminée                 |

### Gymnastique artistique
| Athlète  | Qualifications | Qualifications | Qualifications | Qualifications | Qualifications    | Qualifications | Qualifications | Qualifications | Finale   | Finale         | Finale   | Finale   | Finale            | Finale     | Finale  | Finale  |
| Athlète  | Appareil       | Appareil       | Appareil       | Appareil       | Appareil          | Appareil       | Total          | Rang           | Appareil | Appareil       | Appareil | Appareil | Appareil          | Appareil   | Total   | Rang    |
| Athlète  | Sol            | Cheval d'arçon | Anneaux        | Saut           | Barres parallèles | Barre fixe     | Total          | Rang           | Sol      | Cheval d'arçon | Anneaux  | Saut     | Barres parallèles | Barre fixe | Total   | Rang    |
| -------- | -------------- | -------------- | -------------- | -------------- | ----------------- | -------------- | -------------- | -------------- | -------- | -------------- | -------- | -------- | ----------------- | ---------- | ------- | ------- |
| Uche Eke | 12,833         | 12,866         | 11,900         | 13,433         | 12,233            | 11,500         | 74,765         | 58e            | Éliminé  | Éliminé        | Éliminé  | Éliminé  | Éliminé           | Éliminé    | Éliminé | Éliminé |

### Lutte
| Athlète            | Compétition  | Huitièmes de finale    | Quarts de finale           | Demi-finales            | Repêchage           | Finale 3e place Classement | Finale 3e place Classement         |
| Athlète            | Compétition  | Adversaire Résultat    | Adversaire Résultat        | Adversaire Résultat     | Adversaire Résultat | Adversaire Résultat        | Rang                               |
| ------------------ | ------------ | ---------------------- | -------------------------- | ----------------------- | ------------------- | -------------------------- | ---------------------------------- |
| Ekerekeme Agiomor  | 86 kg hommes | Punia Défaite 1-12     | Éliminé                    | Éliminé                 | Éliminé             | Éliminé                    | Éliminé                            |
| Adijat Idris       | 50 kg femmes | Livach Défaite 0-10    | Éliminée                   | Éliminée                | Éliminée            | Éliminée                   | Éliminée                           |
| Odunayo Adekuoroye | 57 kg femmes | Nichita Défaite 2-8    | Éliminée                   | Éliminée                | Éliminée            | Éliminée                   | Éliminée                           |
| Aminat Adeniyi     | 62 kg femmes | Koliadenko Défaite 2-4 | Éliminée                   | Éliminée                | Éliminée            | Éliminée                   | Éliminée                           |
| Blessing Oborududu | 68 kg femmes | Manolova Victoire 13-2 | Zhumanazarova Victoire 3-2 | Battsetseg Victoire 7-2 | Non disputé         | Mensah-Stock Défaite 1-4   | Médaille d'argent, Jeux olympiques |

### Natation
| Athlète          | Épreuve                  | Séries  | Séries | Demi-finales | Demi-finales | Finale  | Finale  |
| Athlète          | Épreuve                  | Temps   | Rang   | Temps        | Rang         | Temps   | Rang    |
| ---------------- | ------------------------ | ------- | ------ | ------------ | ------------ | ------- | ------- |
| Abiola Ogunbanwo | 100 m nage libre féminin | 59 s 74 | 48e    | Éliminé      | Éliminé      | Éliminé | Éliminé |

### Tennis de table
| Athlète(s)         | Compétition      | Tour préliminaire    | 1er tour              | 2e tour           | 3e tour            | 4e tour          | Quarts de finale | Demi-finales     | Finale           | Finale   |
| Athlète(s)         | Compétition      | Adversaire Score     | Adversaire Score      | Adversaire Score  | Adversaire Score   | Adversaire Score | Adversaire Score | Adversaire Score | Adversaire Score | Rang     |
| ------------------ | ---------------- | -------------------- | --------------------- | ----------------- | ------------------ | ---------------- | ---------------- | ---------------- | ---------------- | -------- |
| Offiong Edem (en)  | Simple dames     | Exempté              | Madarász Victoire 4-1 | Zhang Défaite 1-4 | Éliminé            | Éliminé          | Éliminé          | Éliminé          | Éliminé          | Éliminé  |
| Olufunke Oshonaike | Simple dames     | Juan Liu Défaite 1-4 | Éliminé               | Éliminé           | Éliminé            | Éliminé          | Éliminé          | Éliminé          | Éliminé          | Éliminé  |
| Quadri Aruna       | Simple messieurs | Exempté              | Exempté               | Exempté           | Tsuboi Défaite 2-4 | Éliminée         | Éliminée         | Éliminée         | Éliminée         | Éliminée |
| Olajide Omotayo    | Simple messieurs | Exempté              | Apolónia Défaite 0-4  | Éliminée          | Éliminée           | Éliminée         | Éliminée         | Éliminée         | Éliminée         | Éliminée |

### Taekwondo
| Athlète             | Compétition    | Huitièmes de finale | Quarts de finale    | Demi-finales        | Repêchage           | Finale / MB         | Finale / MB |
| Athlète             | Compétition    | Adversaire Résultat | Adversaire Résultat | Adversaire Résultat | Adversaire Résultat | Adversaire Résultat | Rang        |
| ------------------- | -------------- | ------------------- | ------------------- | ------------------- | ------------------- | ------------------- | ----------- |
| Elizabeth Anyanacho | Moins de 67 kg | Tatar Défaite 7-12  | Éliminée            | Éliminée            | Éliminée            | Éliminée            | Éliminée    |